# 松井巌
松井 巖（まつい がん、1953年 <昭和28年> 12月13日 - ）は、日本の検察官、裁判官、弁護士。最高検察庁刑事部長や、横浜地方検察庁検事正、福岡高等検察庁検事長等を歴任した。瑞宝重光章受章。

## 人物・経歴
北海道出身。1972年北海道室蘭栄高等学校卒業。1978年東北大学法学部卒業。1980年最高裁判所司法研修所修了、検察官任官、東京地方検察庁検事。1981年函館地方検察庁検事。1984年水戸地方検察庁土浦支部検事。1986年東京地方検察庁検事。1987年東京地方裁判所判事補。1990年東京地方検察庁検事。1993年前橋地方検察庁三席検事。
1995年最高裁判所司法研修所教官、法務省司法試験考査委員（刑事訴訟法）。1997年東京地方検察庁検事。1999年東京地方検察庁特別公判部副部長。2001年東京地方検察庁総務部副部長。2002年東京地方検察庁刑事部副部長。
2003年横浜地方検察庁刑事部長。2005年東京地方検察庁特別公判部長。2006年東京地方検察庁刑事部長。2006年最高検察庁検事。2007年大津地方検察庁検事正。2009年名古屋高等検察庁次席検事。
2010年大阪高等検察庁次席検事。2012年最高検察庁刑事部長、最高検察庁金融証券専門委員会座長。2014年横浜地方検察庁検事正。2015年福岡高等検察庁検事長。
2016年東京弁護士会弁護士登録、八重洲総合法律事務所入所。2017年オリエントコーポレーション監査役、電通労働環境改革に関する独立監督委員会委員長、神戸製鋼所不適切行為に係る外部調査委員会委員長。2018年障害者雇用水増し問題検証委員会委員長、グローブライド取締役、東鉄工業監査役、長瀬産業監査役。2020年電通グループ社外取締役。2024年春の叙勲で瑞宝重光章受章。